# Sant Joan de Menerbés
Sant Joan de Menerbés (en francès Saint-Jean-de-Minervois) és un municipi occità del Llenguadoc, situat al departament de l'Erau i a la regió de Occitània.